# Witnica (gmina)
Pour les articles homonymes, voir Witnica.
Witnica est une gmina urbaine-rurale (gmina miejsko-wiejska) ou mixte de la powiat de Gorzów, dans la Voïvodie de Lubusz, dans l'ouest de la Pologne.
Son siège administratif (chef-lieu) est la ville de Witnica, qui se situe environ 25 kilomètres à l'ouest de Gorzów Wielkopolski (siège de la powiat) et 480 kilomètres à l'ouest de Varsovie (capitale de la Pologne).
La gmina couvre une superficie de 278,25 km2 pour une population de 13 021 habitants en 2006 avec une population de 6 849 habitants pour la ville de Witnica et une population de la partie rurale de la gmina de 6 172 habitants.

## Histoire
De 1975 à 1998, la gmina est attachée administrativement à la voïvodie de Gorzów.

Depuis 1999, elle fait partie de la voïvodie de Lubusz.

## Géographie
Hormis la ville de Witnica, la gmina inclut les villages et localités de :

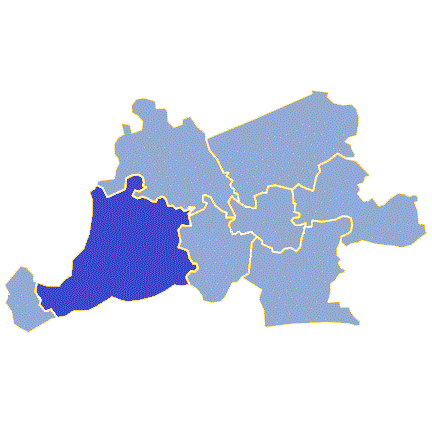
Plan de la gmina

- Białcz
- Białczyk
- Boguszyniec
- Dąbroszyn
- Kamień Mały
- Kamień Wielki
- Kłopotowo
- Krześniczka
- Mościce
- Mościczki
- Mosina
- Nowe Dzieduszyce
- Nowiny Wielkie
- Oksza
- Pyrzany
- Sosny
- Stare Dzieduszyce
- Świerkocin
- Tarnówek

### Gminy voisines
La gmina de Witnica est voisine de :

la ville de :
- Kostrzyn nad Odrą

et des gminy suivantes :
- Bogdaniec
- Krzeszyce
- Lubiszyn
- Słońskn

## Structure du terrain
D'après les données de 2002, la superficie de la commune de Witnica est de 278,25 km2, répartis comme telle :
- terres agricoles : 44 %
- forêts : 44 %

La commune représente 23,02 % de la superficie du powiat.

## Démographie
Données du 30 juin 2004 :
| Description        | Total  | Total | Femmes | Femmes | Hommes | Hommes |
| ------------------ | ------ | ----- | ------ | ------ | ------ | ------ |
| Unité              | Nombre | %     | Nombre | %      | Nombre | %      |
| Population         | 13 034 | 100   | 6 708  | 51,5   | 6 326  | 48,5   |
| Densité (hab./km²) | 46,8   | 46,8  | 24,1   | 24,1   | 22,7   | 22,7   |